# Pancarta

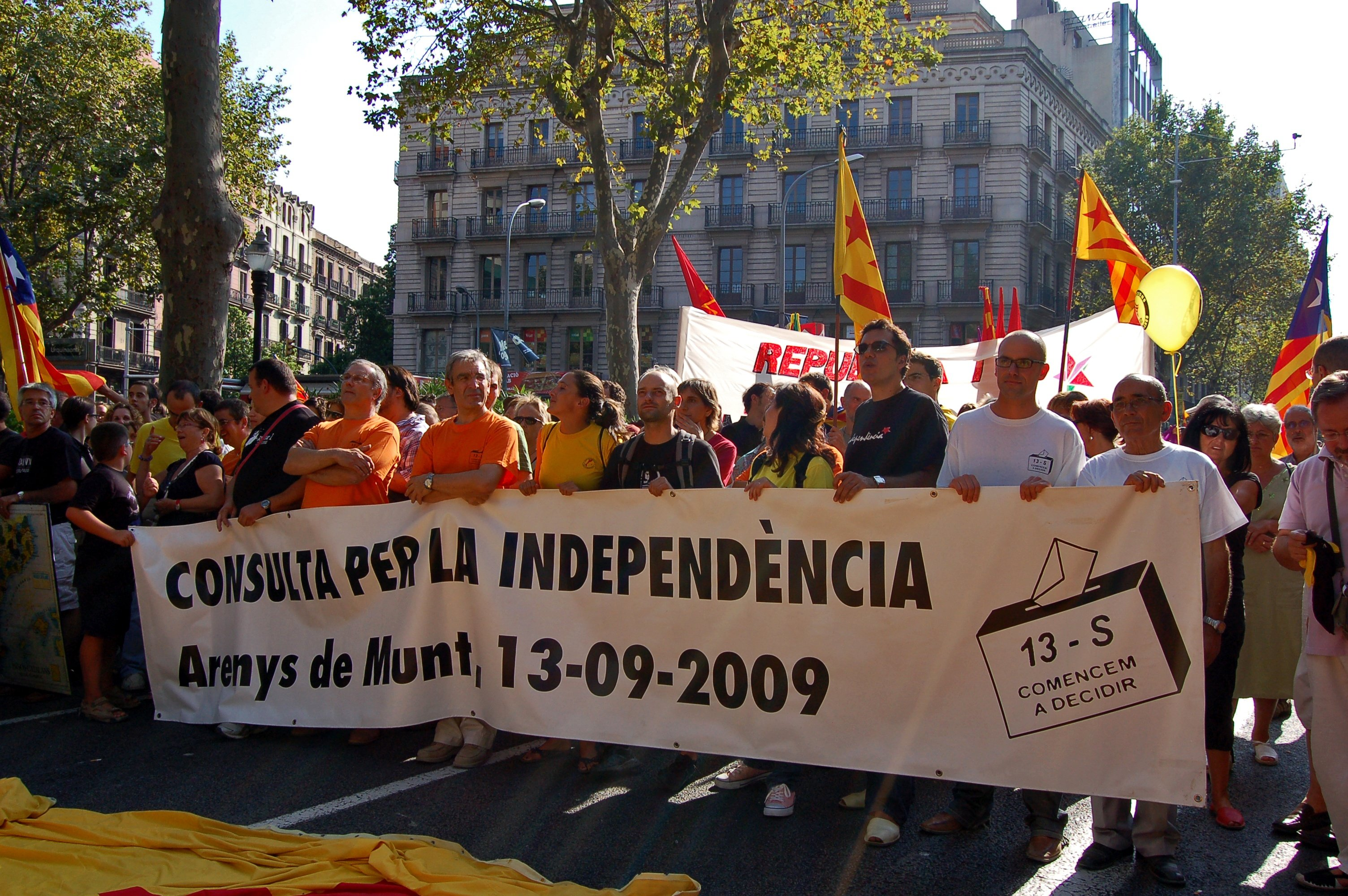
Pancarta a favor de la Consulta sobre la independència de Catalunya a Arenys de Munt.

Una pancarta és un cartell informatiu o propagandístic fet de roba, plàstic o d'altres materials. Pot tenir disposició vertical o horitzontal i té escrits o impresos missatges que generalment són de caràcter reivindicatiu.
Les pancartes de protesta són passejades, mitjançant bastons llargs lligats o enganxats a la roba o plàstic amb què són fetes, per assistents a una manifestació. La pancarta més gran d'una manifestació sol ser la que es presenta a la capçalera, portada pels participants més reconeguts. Les pancartes també poden ser clavades o enganxades en murs, arbres i en objectes mòbils per tal que en pugui llegir el missatge com més gent millor.
Com a mitjà d'expressió artística, la bandera de protesta pot tenir un disseny força elaborat, però també pot consistir senzillament en un eslògan ruixat amb esprai en un tros de llençol o en cartolines. És habitual l'ús de lletres adhesives enganxades al suport.
De pancartes se'n poden fer amb materials diversos, com ara:
- Cartó
- Poliuretà
- Lona
- Tela